# 龍魚追鯊令
《龍魚追鯊令》（英語：Sharktopus vs. Pteracuda）是一部2014年美國怪獸科幻恐怖電視電影，由凱文·歐尼爾執導，羅傑·柯曼監製，電視頻道Syfy原創製作，勞勃·卡拉定、瑞比·希利斯與凱蒂·薩沃伊主演，康納·歐布萊恩客串演出。該片於2014年8月2日在Syfy上首播，且在美國未發行DVD，但仍可於其他地區取得其DVD。
《龍魚追鯊令》的續集《變種章鯊大戰鯨死狼》於2015年推出。

## 劇情
前集的章鯊留下了一個卵袋，海豚訓練師蘿琳娜在海中發現後將章鯊扶養在叔叔的水上樂園兼水族館中。與此同時，賽姆博士研發的改造生物「梭魚翼龍」失去控制，這使他和保安漢姆打算利用章鯊來制服梭魚翼龍，但事情卻沒和他們想得那樣順利，章鯊和梭魚翼龍在大戰的同時，還對人類世界造成了巨大傷害。

## 演員
- 勞勃·卡拉定飾演瑞科·賽姆
- 瑞比·希利斯飾演漢彌爾頓／漢姆
- 凱蒂·薩沃伊飾演蘿琳娜·克里斯馬斯
- 康納·歐布萊恩飾演他自己[2][3]
- 遠藤明里（英语：Akari Endo）飾演薇若妮卡·維加斯
- 東尼·伊凡傑利斯塔（英语：Tony Evangelista）飾演瑞克·霍夫曼

## 外部連結
- 互联网电影数据库（IMDb）上《龍魚追鯊令》的资料（英文）